# Emi Shinohara
Emi Shinohara (篠原 恵美 Shinohara Emi?), nacida como Emiko Shinohara  (篠原  恵美子 Shinohara Emiko?) (8 de agosto de 1963 - 8 de septiembre de 2024) fue una actriz de voz japonesa.

## Roles interpretados
El orden de esta lista es personaje, serie
- Arashi Kishyuu, X
- Azalie Cait Sith, Orphen
- B-Ko Daitokuji, Proyecto A-Ko
- Bakuryuu Ptera, Bakuryū Sentai Abaranger
- Eri Ochiai, Perfect Blue
- Kagero, Ninja Scroll
- Kaho Mizuki, Cardcaptor Sakura
- Madre de Lotte, Little Witch Academia
- Madre de Momo, Fukumenkei Noise
- Makoto Kino (Lita/Patricia Kino) a.k.a. Sailor Jupiter, Sailor Moon
- Mirei, Tokyo Babylon
- Mokuren, Please Save My Earth
- Natsuhi Ushiromiya, Umineko no Naku Koro Ni
- Ophelia, Claymore
- Panther, Saber Marionette J to X
- Presea, Magic Knight Rayearth
- Príncipe Tapioca, Princess Quest
- Yōko Mizuno, Maria-sama ga Miteru
- Kushina Uzumaki, Naruto
- Misuzu Misaka (To Aru Majutsu no Index II)